# Hannah Point
Hannah Point är en udde i Antarktis. Den ligger i Sydshetlandsöarna. Argentina, Chile och Storbritannien gör anspråk på området.
Terrängen inåt land är huvudsakligen kuperad, men österut är den platt. Havet är nära Hannah Point söderut.  Trakten är glest befolkad. Närmaste befolkade plats är St. Kliment Ohridski Base, 13,6 kilometer öster om Hannah Point.